# Семенников, Владимир Петрович
Влади́мир Петро́вич Семеннико́в (11 (23) сентября 1885, Российская империя — 14 сентября 1936, Ленинград, СССР) — русский и советский библиограф, историк литературы, археограф. Работал в «Пушкинском Доме», специалист по А. Н. Радищеву.

## Биография
Родился 11 (23) сентября 1885 года. С июля 1914 года, с началом Первой мировой войны, служил в 1-м Балтийском флотском экипаже и в Кронштадтском полуэкипаже. В 1918 году занимался выпуском газеты «Кронштадтская заря», с этого же года работал в «Пушкинском Доме» помощником эмиссара, с 1 июня 1921 года переведён в научные сотрудники (сверх штата). В октябре 1921 года избран заведующим Архивом Конференции АН.

## Творчество
Тематика первых работ — исследование русского книгопечатании в XVIII — нач. XIX вв. (публикации в журнале «Русский библиофил», 1911—12). Занимался созданием каталога русских книг XVIII в., в основе которого лежал принцип описания книг с подлинников («Русская библиография XVIII века. План работы, предпринятой В. П. Семенниковым», 1915). После 1917 года продолжал изыскания по истории русского просвещения и культуры XVIII в. Опубликовал несколько сборников документов с предисловиями и комментариями: «Монархия перед крушением. 1914—1917 гг.» (1927), «Революция 1905 г. и самодержавие» (1928). Автор книг «Политика Романовых накануне революции» (1926), «Романовы и германские влияния во время мировой войны» (1929).
Внёс крупный вклад в литературоведение работами, посвящёнными А. Н. Радищеву. В 1920 году он обнаружил ряд неизвестных рукописей Радищева, установил его участие в изданиях «Общества, старающегося о печатании книг». Считал, что литературная форма «Путешествия из Петербурга в Москву» восходит к «Сентиментальному путешествию» Л. Стерна, а ода «Вольность» — реакция на Войну за независимость в США.